# Sonate K. 322
La sonate K. 322 (F.270/L.483) en la majeur est une œuvre pour clavier du compositeur italien Domenico Scarlatti.

## Présentation
La sonate K. 322, notée Allegro, est d'une écriture remarquablement limpide et relativement facile à maîtriser. Elle fait suite aux Sonates K. 320 et K. 321, dans la même tonalité, et précède la Sonate K. 323, également en la majeur.

## Manuscrits
Le manuscrit principal est le numéro 27 du volume VI (Ms. 9777) de Venise (1753), copié pour Maria Barbara ; l'autre est Parme VIII 21 (Ms. A. G. 31413).

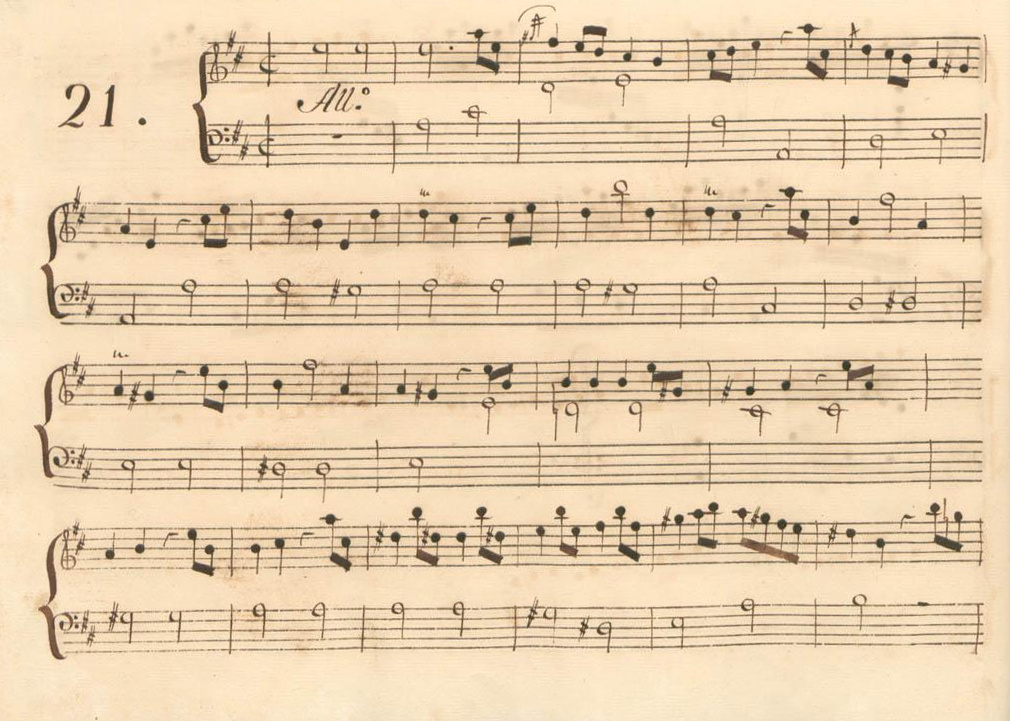
Parme VIII 21.
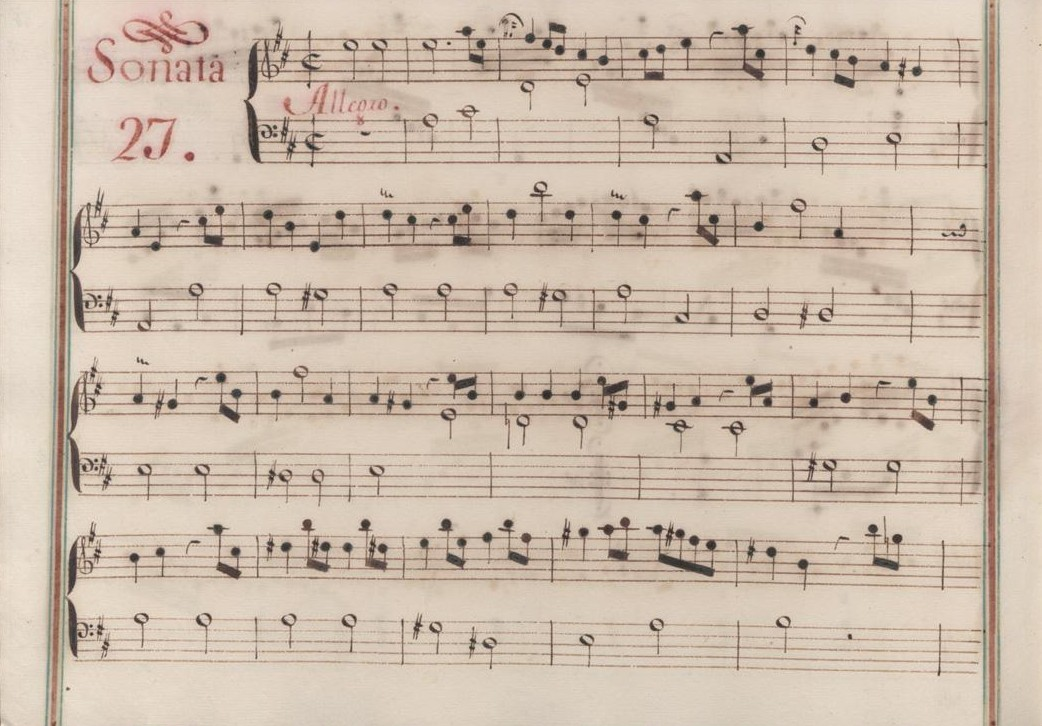
Venise VI 27.

## Transcriptions
- John Williams, Alexandre Lagoya et Narciso Yepes ont réalisé chacun une transcription pour guitare.
- Tedi Papavrami en a donné une transcription pour violon seul, qu'il a enregistrée en 2006 pour le label Æon.

## Interprètes
Les interprètes de la sonate K. 322 au piano sont notamment Vladimir Horowitz (1930, EMI ; 1947, RCA et 1962, Sony), Arturo Benedetti Michelangeli (1942, Aura ; 1965, Decca), Clara Haskil (1950, Westminster/DG), Ronald Turini (1961, Carnegie Hall), Fou Ts'ong (vers 1960, Westminster), András Schiff (1975, Hungaroton), Christian Zacharias (1981, EMI) et Andrew Tyson (2019, Alpha). Au clavecin, elle est enregistrée par Kenneth Cooper (1975, Vanguard), Luciano Sgrizzi (1979, Erato), Scott Ross (1985, Erato) et Luc Beauséjour (2002, Analekta). Igor Kipnis, l'interprète au clavicorde (1979, EMI).
Parmi les guitaristes, citons Andrés Segovia dans la transcription de John Williams (1967, MCA), Narciso Yepes (1985, DG) et plus récemment Fábio Zanon (2000, Musical Heritage), Pascal Boëls (2001, Calliope), Alberto Mesirca (2007, Paladino Music), Thibault Cauvin (2013) et Craig Ogden dans la transcription de Peter Batchelar et Richard Wright (2020, Chandos). Tedi Papavrami en joue une transcription au violon seul (2006, Æon) ; Primož Parovel (2018, Sony), en donne une interprétation à l'accordéon, ainsi qu'Andreas Nebl (2021, Castigo Classic Recordings).

## Sources
: document utilisé comme source pour la rédaction de cet article.
- Ralph Kirkpatrick (trad. de l'anglais par Dennis Collins), Domenico Scarlatti, Paris, Lattès, coll. « Musique et Musiciens », 1982 (1re éd. 1953 (en)), 493 p. (OCLC 954954205, BNF 34689181).
- Alain de Chambure, « Domenico Scarlatti : Intégrale des sonates — Scott Ross », Erato (2564-62092-2), 1985 (OCLC 891183737) .